# Amegilla triangulifera
Amegilla triangulifera är en biart som först beskrevs av Cockerell 1933.  Amegilla triangulifera ingår i släktet Amegilla och familjen långtungebin. Inga underarter finns listade i Catalogue of Life.